# 사무토의 할미
사무토의 할미(일본어: 寒戸の婆 사무토노바바[*])는 민속학자 야나기타 쿠니오가 『토오노 모노가타리』에 채록한 전설 중 하나다. 카미카쿠시에 관한 전설 중에서 특히 잘 알려진 것이다.
이와테현 카미헤이군 마츠자키촌(현 토오노시)의 사무토(寒戸)에 살던 한 처녀가 어느 날 나무 아래에 짚신만 남기고 행적이 사라졌다.
30년 후, 친척들이 모여 있는 마당에 그 처녀가 늙어빠진 모습으로 돌아왔다. 사정을 묻는 친척들에게 그녀는 모두가 보고 싶어서 돌아왔지만 산으로 돌아가야 한다는 말을 남기고 사라졌다. 그 날은 바람이 강하게 불었기에, 이후 토오노에서 강풍이 부는 날을 “사무토의 할미가 돌아올 것 같은 날”이라고 부르게 되었다.